# 葆拉·史密斯
葆拉·史密斯（英語：Paula Smith，1957年1月10日—），生于科罗拉多州波德，美国女子网球运动员。她曾获得法国网球公开赛女子双打亚军、混合双打亚军。她在1981年2月达到自己职业生涯最高排名（第48名）。